# Nespereira (Gouveia)
Nespereira es una freguesia portuguesa del concelho de Gouveia, con 4,77 km² de superficie y 861 habitantes (2001). Su densidad de población es de 180,5 hab/km².